# Batalla de Mindoro
La batalla de Mindoro (Filipino: Labanan sa Mindoro) fou una batalla de la Segona Guerra Mundial entre les forces dels Estats Units i de l'Imperi del Japó, enmarcada dins de la campanya de les Filipines (1944–45) i que va ocòrrer a l'illa de Mindoro, Filipines, entre el 13 i 16 de desembre de 1944.
Tropes de l'Exèrcit dels Estats Units, suportats per l'Armada dels Estats Units (USN) i la Força Aèria de l'Exèrcit Aeri dels Estats Units (USAAF), van realitzar un assalt amfibi a Mindoro i derrotaren les tropes de l'Exèrcit Imperial Japonès  (IJA) estacionades allà. Tot i haver-hi algun atac kamikaze contra vaixells americans, no hi va haver cap oposició significativa per part dels exèrcits de terra i naval japonesos.
La força militar japonesa a Mindoro no era gran, i va ser eliminada només en tres dies. L'Exèrcit estatunidenc va ser assistit en la campanya per les guerrilles de la població local filipina.
Els EUA van capturar Mindoro per establir-hi aeròdroms, des dels quals els caces americans tindrien dins del seu rang d'autonomia el Golf de Lingayen, al nord de Luzon, on la pròxima invasió amfíbia important de les Filipines va ser planejada. El suport de caces amb bases terrestres era necessari per aquesta operació. Mindoro També podria servir com la base avançada per tropes dels EUA que lluitarien a Luzon.

## Antecedents
Per la invasió de Luzon, els EUA necessitaven bases aèries més properes a l'illa de Luzon que la deLeyte. Mindoro era l'elecció lògica. Situada no gaire lluny del sud de Luzon, està coberta majoritàriament per turons i muntanyes, amb unes quantes planes estretes al voltant del seu litoral. Amb pluges gairebé diàries i una humitat alta, eren un lloc perfecte per contagiar-se de malària i altres malalties tropicals. No obstant, les defenses japoneses en l'illa eren mínimes.
Els aeròdroms construïts recentment a Leyte eren tan poc fiables, que la idea de tenir aeròdroms addicionals a Mindoro va cridar l'atenció del General de l'Exèrcit Douglas MacArthur, general en comandament d'aquest teatre d'operacions.
L'amenaça principal per els vaixells i els vehicles amfibis eren els kamikazes amb base terrestre. Els nipons havien començat a utilitzar aquesta pràctica mortífera com a mesura desesperada durant les etapes finals de la batalla de Leyte i van popularitzar-ne el seu ús pel desembre de 1944.A principis de desembre, avions de l'USAAF i l'USN van atacar aeròdroms japonesos per destruir els avions que poguessin ser utilitzats com a kamikazes, reclamant més de 700 avions destruïts a terra.
El 13 de desembre de 1944, dos dies abans de la invasió de l'illa, els kamikazes van atacar la flota americana encarregada de la invasió. El creuer lleuger USS Nashville va ser colpejat per un kamikaze, que va causar la mort de 130 homes i 190 ferits. El Brigadier General William C. Dunkel, comandant de la força de desembarcament, es trobava entre els ferits. Altres atacs kamikaze van avariar dos LSTs (Landing Ship Tanks) i van deixar fora de combat molts altres vaixells.

## Batalla
El 15 de desembre, la invasió de Mindoro va començar. El cel clar va permetre l'ús ple del poder aeri i naval estatunidenc, inclosos sis portaavions d'escolta, tres cuirassats, sis creuers i molts altres vaixells de guerra, contra una lleugera resistència japonesa. Dos LSTs danyats pels kamikazes van ser abandonats i es van enfonsar.
En un acció heroica, el destructor USS Moale (DD-693), comandat pel Comandant Walter M. Foster, es va apropar a l'USS LST-738 que es trobava en flames (carregat amb combustible d'aviació i artilleria) per rescatar els membres de la tripulació. Diverses explosions a bord l'LST-738 van causar danys al 'Moale mentre es retirava. Peces de metralla van fer quatre forats al casc del Moale. El Moale va patir una baixa i tretze ferits, i va poder rescatar 88 supervivents.
Hi havia uns 1,000 defensors japonesos a Mindoro, als que s'han d'afegir uns 200 supervivents de naufragis de vaixells japonesos que es van enfonsar enfront de Mindoro quan navegaven cap a Leyte. El defensors eren inferiors numèricament, tant en personal com en armes.

## Conseqüències
Les forces defensives japoneses a Mindoro patiren uns 200 morts i 375 ferits. Els supervivents japonesos van endinsar-se a la jungla, on van continuar la lluita fins a la fi de la guerra. La 24a Divisió d'Infanteria estatunidenca va perdre 18 homes i va tenir 81 ferits.
Pel final del primer dia, enginyers de l'exèrcit americà ja estaven construint els aeròdroms. Dos van ser construïts en tretze dies. Aquests aeròdroms van permetre que avions estatunidencs proporcionessin suport directe en la invasió de Luzon. Els aeròdroms de Mindoro també eren utilitzats per bombarders de llarg abast, especialment de B-24 Liberators, per atacar el transport marítim japonès des de Formosa a Luzon. Aquests bombarders també van operar sobre el Mar de la Xina Del sud, i juntament amb l'Armada americana van blocar el transport marítim japonès entre el Japó i del sud-est d'Àsia.